# فأر متغاير ترينيدادي
فأر متغاير ترينيدادي (الاسم العلمي: Heteromys anomalus) (بالإنجليزية: Trinidad spiny pocket mouse)‏ هو نوع من الحيوانات يتبع جنس الفأر المتغاير من فصيلة الفئران المتغايرة.